# Vetenskapsåret 2005

## Händelser

### Astronomi och rymdfart
- 1 januari – Jorden vid perihelium.
- 13 januari – Saturnus i opposition.
- 14 januari – Europeiska rymdorganisationens (ESA) rymdsond, Huygens landar på Titan.[1]
- 26 januari – ESA:s rymdsond, Smart 1 börjar sända närbilder på månens yta
- 3 februari – Neptunus i konjunktion med solen.
- 14 februari – Merkurius i övre konjunktion.
- 23 februari – Astronomer meddelar att man upptäckt en galax, VIRGOHI21, som nästan bara består av mörk materia. Resultsen publiceras i Astrophysics Journal.[2]
- 24–25 februari – Uranus i konjunktion med solen.
- 6 mars – Rosetta (rymdsond) flög förbi jorden, för första gången av tre.
- 23 mars – Två forskarlag, oberoende av varandra, rapporterar om sina observationer om ljuset från planeter som snurrar runt två olika stjärnor, genom att studera infraröd strålning uppfångad av Spitzerteleskopet. Båda grupperna upptäcker en liten nedtoning i ljuset intensitet under konjunktion, då planererna rör sig bakom solskivan (ockultation).[3]
- 29 mars – Merkurius i nedre konjunktion.
- 30 mars – Venus i övre konjunktion.
- 3 april – Jupiter i opposition.
- 3 juni – Merkurius befinner sig i övre konjunktion.
- 13 juni – Pluto befinner sig i opposition.
- 4 juli – Jorden vid aphelium.
- 12 juli – Discovery blir USA:s första rymdfärja i rymden sedan olyckan med Columbia 2003.[1]
- 17 juli – Mars vid perihelium.
- 23 juli – Saturnus i konjunktion med solen.
- 8 augusti – Neptunus står i opposition.
- 9 augusti – Discovery landar planenligt efter att ha genomfört den första flygningen med en rymdfärja sedan Columbias haveri 2003.
- 31 augusti – Uranus står i opposition.
- 17–18 september – Merkurius befinner sig i övre konjunktion.
- 22 oktober – Jupiter i konjunktion med solen.
- 6 november – Mars står i opposition.
- 9 november – Satelliten Venus Express skjuts iväg med destination Venus.[1]
- 15 december – Pluto i konjunktion med solen.

### Biologi
- December – Amerikanska, Australiska och indonesiska utforskare Fojabergen på indonesiska Nya Guinea och kan rapportera om en "försvunnen värld" där de hittar nya arter.[4]

### Paleontologi
- 13 januari – Kinesiska forskare tillkännager att de funnit fossil av däggdjur som jagat små dinosaurier.[5]
- 17 februari – Två fossilhuvuden som hittades 1967 i Etiopien av Richard Leakey, Omo I och Omo II, får sin ålder omdaterad till 195 000 år gamla, vilket gör dem till äldsta Homo sapiens man känner till.[6]
- 15 december – Europeiska och kanadensiska forskare meddelar att flintverktygen från Pakefield, Suffolk kan dateras till runt 700 000 år gamla, vilket blir bevis för den tidigaste mänskliga närvaron norr om Alperna.[7]

## Pristagare
- Abelpriset: Peter D Lax, ungersk matematiker
- Bigsbymedaljen: Jonathan Blundy[8]
- Copleymedaljen: Paul Nurse, brittisk biokemist, Nobelpristagare i fysiologi eller medicin
- Davymedaljen: Chris Dobson
- Ingenjörsvetenskapsakademien utdelar Stora guldmedaljen till Gunnar L. Johansson, svensk teknologie doktor.
- Gad Rausings pris för framstående humanistisk forskargärning: Fil. dr Jørgen Jensen, Köpenhamn, dansk historia
- Göran Gustafssonpriset:
  - Molekylär biologi: Siv Andersson
  - Fysik: Eva Lindroth
  - Kemi: Magnus Berggren
  - Matematik: Adrian Constantin
  - Medicin: Stein Eirik Jacobsen
- Nobelpriset:[9]
  - Fysik
    - Roy J. Glauber, amerikansk fysiker
    - John L. Hall, amerikansk fysiker
    - Theodor W. Hänsch, tysk fysiker

  - Kemi
    - Yves Chauvin, fransk kemist
    - Robert Grubbs, amerikansk kemist
    - Richard Schrock, amerikansk kemist

  - Fysiologi/Medicin
    - Barry Marshall, australisk läkare och mikrobiolog
    - Robin Warren, australisk fysiolog
- Steelepriset
  - Robert Langlands, kanadensisk matematiker
  - Branko Grünbaum, kroatisk-amerikansk matematiker
  - Israel Gelfand, rysk matematiker
- Turingpriset: Peter Naur, dansk pionjär inom datavetenskap
- Wollastonmedaljen: Edward A. Irving, kanadensisk geolog[10]

## Avlidna
- 6 mars – Hans Bethe, 98, amerikansk fysiker, deltagare i Manhattanprojektet, Nobelpristagare i fysik
- 20 juni – Jack S Kilby, 81, amerikansk fysiker och Nobelpristagare i fysik

### Fotnoter
1. 1 2 3   När Var Hur 2006. DN
2. ↑  Minchin, Robert; Davies, Jonathan; Disney, Michael. ”A Dark Hydrogen Cloud in the Virgo Cluster”. The Astrophysical Journal 622 (1):  sid. L21-L24. doi:10.1086/429538. ISSN 0004-637X. http://arxiv.org/abs/astro-ph/0502312. Läst 18 januari 2016.
3. ↑  SpaceflightNow
4. ↑  När Var Hur 2007, DN
5. ↑  Weil, Anne. ”Mammalian palaeobiology: Living large in the Cretaceous”. Nature 433 (7022):  sid. 116-117. doi:10.1038/433116b. http://www.nature.com/doifinder/10.1038/433116b.
6. ↑  McDougall, Ian; Brown, Francis H.; Fleagle, John G.. ”Stratigraphic placement and age of modern humans from Kibish, Ethiopia”. Nature 433 (7027):  sid. 733-736. doi:10.1038/nature03258. http://www.nature.com/doifinder/10.1038/nature03258.
7. ↑  Parfitt, Simon A.; Barendregt, René W.; Breda, Marzia. ”The earliest record of human activity in northern Europe”. Nature 438 (7070):  sid. 1008-1012. doi:10.1038/nature04227. http://www.nature.com/doifinder/10.1038/nature04227.
8. ↑  ”Geological Society”. Arkiverad från originalet den 5 juni 2011. https://web.archive.org/web/20110605101836/http://www.geolsoc.org.uk/gsl/society/history/page753.html. Läst 13 april 2011.
9. ↑  ”Nobelpriset”. http://nobelprize.org/nobel_prizes/lists/all/index.html. Läst 10 april 2011.
10. ↑  ”Geological Society”. Arkiverad från originalet den 5 juni 2011. https://web.archive.org/web/20110605102217/http://www.geolsoc.org.uk/gsl/society/history/page750.html. Läst 14 april 2011.